# 刘坪镇
刘坪镇，是中华人民共和国甘肃省天水市秦安县下辖的一个乡镇级行政单位。
2016年，甘肃省民政厅批复同意撤销刘坪乡，设立刘坪镇。

## 行政区划
刘坪镇下辖以下地区：
秦洼村、彭洼村、大湾村、任吴村、黄湾村、寺坪村、崔河村、老湾村、乔沟村、墩湾村、赤山村、川子村、任沟村、张寨村、陈寨村、树庄村、何湾村、邓坪村、刘坪村、周湾村和杜寨村。